# GET (プロレス)
GET（ゲット）は、かつて全日本プロレスに存在したプロレスラーのユニット。ユニット名はGlobal,Energish,Tough（グローバル・エネルギッシュ・タフ）の略称で、1997年6月6日の日本武道館大会で発表された。メンバーは、小橋健太（現・建太）、ジョニー・エース、パトリオットの3人で、準メンバー的なレスラーが数人存在した。1998年8月23日に活動停止。

## 経歴

### 結成
1997年5月、小橋健太（現・建太）が同世代外国人レスラーのジョニー・エース、パトリオットと新ユニットを結成。前年より、超世代軍を脱退した小橋は、パトリオットとタッグを結成しており、それを母体にエースを加える形で誕生した。
ユニットは5月24日開幕のスーパー・パワーシリーズから始動し、開幕戦の6人タッグマッチでいきなりエースが三沢光晴からピンフォール勝ち、5月27日に川田利明＆田上明組から世界タッグ王座を奪取するなど、これ以上無い好スタートを切った。
なお、以前に小橋とエースはタッグを結成し、アジアタッグ王座を奪取した経歴があり、また1992年にも小橋とパトリオットはタッグを結成しており、さらに1995年にはエースとパトリオットがタッグを結成して世界タッグ王座に挑戦していた。そのため3人は結成当初から非常に息のあった連係プレーを見せつけていた。

### パトリオット離脱
しかし、前述のシリーズでパトリオットが右ヒジを負傷し、次期サマーアクション・シリーズを欠場。パトリオット抜きでシリーズが開幕したが、シリーズ途中にパトリオットのWWF（現・WWE）入りが発覚。元々GET結成直前からWWF入りの噂は流れており、それを踏まえた上でのユニット結成であった。この直後の7月25日に同じく新ユニット「TOP」を結成したスティーブ・ウィリアムス＆ゲーリー・オブライト組に敗れ世界タッグ初防衛に失敗。GETは早くも試練に立たされた。

### 空中分解
1998年8月23日、前日の試合からギクシャクしていた小橋とエースだったが、この試合でもタッグとしての連携がとれず、小橋のタックルがエースに誤爆した後は完全に小橋一人が狙われる展開で、そのまま小橋がフォール負け。試合後エースが大の字状態の小橋を起こすと、ラリアットとコブラクラッチ・スープレックスを放ち小橋に絶縁宣言のアピール。両者は空中分解し、ここにGETは終焉を迎えた。この件に関しエースは「GETでは小橋と同等だったのに、今は小橋が上に見られている。外国人のトップもいつまでハンセンなんだ？オレが外国人のトップになる為ニュームーブメントを起こす」と宣言し、ジョニー・スミス、ウルフ・ホークフィールド（現・ジム・スティール）と新ユニット「ムーブメント」を結成した。上記のエースの発言だが、GET活動時、既に小橋は2度目の三冠ヘビー級王座奪取を果たしており、1998年2月に一度しか三冠挑戦をしていないエースとは、実績でかなり差をつけており決して同等ではなかった。小橋はこの後秋山準らと新ユニット「バーニング」を結成した。

## メンバー
- 小橋健太
- ジョニー・エース
- パトリオット - 1997年脱退

準メンバー
- ジョニー・スミス
- マウナケア・モスマン（現・太陽ケア）
- ジャイアント・キマラ

## タイトル歴
全日本プロレス
- 三冠ヘビー級王座 - 小橋健太
- 世界タッグ王座 - 小橋健太&ジョニー・エース組

プロレス大賞
- 年間最高試合賞 - 小橋健太